# Наркологія
Наркологія (від грец. νάρκη /narkē/ — оцепеніння, сон, та дав.-гр. λόγος — вчення) — розділ медицини, який вивчає вияви хронічного алкоголізму, наркоманії і токсикоманії, та розробляє методи їхнього лікування та профілактики.
Майже у всіх відомих нам культурах можна знайти згадки про вживання наркотичних засобів. Однак з такою проблемою, як залежність від психоактивних речовин, люди зіткнулися лише недавно — у першій половині XVIII століття. Тоді цю проблему спробували розв'язати законодавчо: в 1729 році в Китаї був прийнятий едикт проти опіуму, який, втім, не увінчався успіхом через активну протидію фінансових і політичних еліт Великої Британії, що вилилося зрештою в першу та другу опіумні війни.
Для Європи ця проблема виникла набагато пізніше — в кінці XIX століття. З середини XX століття проблема залежності від наркотиків стала привертати все більшу увагу суспільства та інститутів здоров'я, у зв'язку з тим, що вона стала набагато серйознішою, ніж на початку XIX століття. Зокрема через те, що з'явилася величезна кількість синтетичних препаратів, що викликають залежність. До того ж у великій кількості випадків їхнє виробництво і продаж здійснюються незаконно, що не дозволяє контролювати якість цих препаратів.
У 1975 році наркологія виділилася з загальної психіатрії в СРСР як самостійна клінічна дисципліна. З одного боку це сталося через необхідність збільшити інтенсивність і якомога повніше диференціювати практику лікування наркологічних хворих, з іншого — така потреба була пов'язана із все зростаючою кількістю хворих з проблемами залежності від психоактивних речовин, правильний підхід до терапії яких мав істотні відмінності та вимагав специфічного лікування і догляду, практики диспансеризації та поліклінічної роботи. Дані відмінності значно відокремлюють наркологічну сферу від аналогічної лікувально-профілактичної діяльності з чисто психічним контингентом хворих.
Нині причини та механізми виникнення наркоманії вивчені досить добре. У медицині заведено говорити, в першу чергу, про наявність вродженої схильності до залежності та механізми взаємодії психоактивних речовин з медіаторами головного мозку. Психологія ставить питання про наявність психологічних причин виникнення залежності, які пов'язані з особливостями особистості та її розвитку. Соціологія робить акцент на соціальних чинниках: злочинне соціальне оточення, злидні та ін. Таким чином, феномен наркоманії підлягає вивченню з боку ряду дисциплін.